# 경제 세계화
경제 세계화(經濟世界化, 영어: economic globalization) 또는 경제적 세계화(經濟的世界化)는 정치적 세계화, 문화적 세계화와 함께 세계화의 세 가지 주요 측면 중 하나로 상품, 자본, 서비스, 기술 및 정보의 자유로운 이동을 의미한다. 재화, 서비스, 기술 및 자본의 국경 간 이동의 강화를 통해 전 세계적으로 국가, 지역 및 지방 경제의 경제적 통합과 상호 의존성이 증대되고 있다. 세계화는 경제적, 정치적, 문화적 교류의 여러 네트워크에 관한 광범위한 일련의 과정인 반면 현대의 경제적 세계화는 모든 유형의 생산 활동과 시장화, 그리고 과학기술 발전에 따른 정보의 급속한 중요성에 의해 추진되고 있다.
경제적 세계화는 주로 생산, 금융, 시장, 기술, 조직 체제, 기관, 기업 및 노동의 세계화로 구성된다. 경제적 세계화가 범국가적 무역의 출현 이후 확대되고 있는 반면, 관세 및 무역에 관한 일반 협정 및 세계 무역기구의 틀 속에서 통신 및 기술의 진보가 증가함에 따라 점진적으로 증가했다. 무역 장벽을 줄이고 당좌 계정과 자본 계정을 개방한다. 경제 호황은 해외 직접 투자를 통해 대다수 세계와 통합되고 사업 수행 비용을 낮추고, 무역 장벽을 줄이며, 많은 사례의 경우 해외 이주를 지원하는 선진국의 지원을 크게 받게 한다.
세계화가 개발 도상국의 소득과 경제 성장을 급격히 증가시키고 선진국의 소비자 가격을 낮추는 동시에 개발 도상국과 선진국 간의 권력 균형을 변화시키고 각국의 문화에 영향을 미친다. 그리고 물품 생산의 위치가 바뀌면서 많은 직업이 국경을 넘나 드는 결과를 낳았고, 선진국의 일부 노동자들은 직업을 바꿀 필요가 있다.

## 세계화의 진화

### 역사
국제 원자재 시장, 노동 시장 및 자본 시장은 경제를 구성하고 경제 세계화를 정의한다.
기원전 4000년부터 사람들은 가축, 도구 및 기타 품목을 거래하고있었다. 메소포타미아의 수메르 문명에서 토큰 시스템은 상품 돈의 첫 번째 형태 중 하나였다. 노동 시장은 노동자, 고용주, 임금, 소득, 공급 및 수요로 구성된다. 노동 시장은 상품 시장만큼 오래되었다. 첫 번째 노동 시장은 농작물을 재배하고 현지 시장에서 나중에 판매하기 위해 가축을 기르기 위해 근로자를 제공했다. 자본 시장은 개별 농민의 자원을 초월한 자원이 필요한 산업에서 나타났다.

### 기술
세계화는 전세계 모든 사람들을 물리적 장벽 (지리적 경계) 이상으로 연결시키는 것이다. 경제 세계화의 이러한 진보는 제1차 세계 대전으로 인해 혼란을 겪었다. 세계 경제 대다수는 보호주의 경제 정책을 수립하고 무역 장벽을 도입하여 무역 성장을 침체 시점까지 늦추게 했다.  이로 인해 전 세계 교역이 둔화되고 심지어 이민자 모자를 씌우는 다른 국가도 생겨났다. 세계화는 정부가 무역의 이익을 강조하기 시작한 1970년대까지 완전히 재개되지 않았다. 오늘날 기술의 발전은 세계 무역의 급속한 확장을 가져왔다.
과학 기술의 발전, 시장 중심의 경제 개혁 및 다국적 기업의 기여와 같은 세 가지 요소가 경제 세계화를 가속화했다.
1956년, 컨테이너 운송의 발명은 선박 크기의 증가와 함께 선적 비용 감소의 주요 부분이었다.

### 정책과 정부
경제 세계화는 학술 문헌에서 흔히 볼 수 있는 세계화의 세 가지 주체 중 하나이며, 다른 두 가지는 정치 세계화와 문화 세계화뿐 아니라 세계화의 일반적인 용어이다.
GATT / WTO 체제는 참가국들로 하여금 무역에 대한 관세 및 비관세 장벽을 줄이도록 유도했다. 정부는 경제를 중앙 계획에서 시장으로 전환했다. 이러한 내부 개혁 덕분에 기업은 보다 신속하게 적응하고 기술 변화로 인한 기회를 이용할 수 있었다.
다국적 기업은 이러한 기회를 활용하기 위해 생산을 재조직했다. 노동 집약적인 생산은 인건비가 낮은 지역으로 옮겨 갔고 그 다음에 기술 수준이 높아짐에 따라 다른 기능이 뒤따랐다. 네트워크는 부의 수준을 높였다. 소비 및 지리적 이동성이 매우 역동적인 전세계 시스템과 강력한 파급 효과로 런던 증권 거래소는 시장 활동이 크게 증가할 것으로 기대하면서 시장의 글로벌 상호 연결을 가능하게 하는 새로운 규제 완화 규칙을 제정했다. 이 사건은 빅뱅 금융 이론으로 알려지게 되었다.

## 주체

### 국제 기구
국제 기구(IGO : International governmental organizations)는 두 개 이상의 국가가 선의로 공동 관심사를 다루면서 조약에 의해 만들어진 단체를 말한다. 국제 기구는 평화, 안보를 위해 노력하고 경제, 사회적 문제를 해결한다. 국제 기구의 예는 유엔 (UN), 세계 은행 (World Bank) 그리고 북대서양 조약 기구 회원국들이 포함된다.

### 국제 비정부 기구
한 국가 내에서의 활동에도 불구하고, 비정부 기구(NGOs : International non-governmental organizations)들은 경제적인 세계화의 반발에 직면한 개발 도상국들에게 혜택을 줄 수 있는 해결책을 찾기 위해 노력하고 있다. 지역, 국가, 국제적인 차원에서 조직된 모든 비영리, 자원 봉사 시민 단체로 분류된다. 비정부 기구들은 다양한 서비스와 인도주의적 기능을 수행하고, 정부에 시민의 관심을 가져오고, 정책을 옹호하고 감시하고, 정보의 제공을 통해 정치 참여를 장려한다.

### 다국적 기업
다국적 기업(Multinational corporation 혹은 Transnational corporation)이란 여러 나라에 걸쳐 영업 혹은 제조하며 국가적 내지 정치적 경계에 영향을 받지 않는 세계적인 기업이다. 다국적 기업은 시장, 기술, 경영 방법의 국제적 공동화가 이루어진다. 이와 같은 다국적 기업의 일반적인 경향은 국내 기업 활동과 해외 활동의 구별이 없으며, 중요시되는 것은 그 기업의 이익으로, 이익 획득을 위한 장소와 기회가 있으면 언제 어디로든 진출하는 것이다. 따라서 본국에 거점을 둔 본사와 각 거점은 모두 독립적인 이익 관리 단위로서의 성격을 지니며, 그 이익을 거점 자체의 경영 충실화를 위하여 현지에 재투자됨을 원칙으로 한다.
다국적 기업이 개발 도상국에 가져온 많은 변화 중 하나는 자동화 증대이다. 이는 덜 자동화된 국내 기업에 피해를 줄 수 있고 일부만 남겨둔 채 변화하는 경제 속에서 그들도 변화를 위해 근로자들에게 새로운 기술을 요구하는 것이다. 필요한 교육 인프라가 마련되어 있지 않은 경우가 많아, 사회적 서비스에서 교육으로의 정부의 방향 설정이 다시 필요하다. 다국적 기업들은 최근 몇 년동안 아웃소싱을 해왔다. 아웃소싱은 사업 과정(급여 처리, 불만 처리)과 운영 및 비핵심 기능(제조, 설비 관리, 콜센터 지원)을 포함한다.
활동 거점을 한 국가에 두지 않고 복수의 나라에 건너 세계적으로 활동하고 있는 영리 기업이다. 예시로는 미국의 석유 회사 스탠더드 오일, 필름 회사 이스트먼 코닥, 재봉틀 회사 싱어, 곡물 회사 매코믹, 스포츠 의류 회사 나이키, 아디다스 등이 있으며, 대한민국에서는 삼성그룹, LG, 현대자동차그룹이 대표적이다.

## 같이  보기
- 신자유주의
- 정치적 올바름(PC)
- 다문화주의
- 경쟁 만능주의